# Bahnhof Milano Bovisa Politecnico
Der Bahnhof Milano Bovisa Politecnico ist ein Bahnhof der norditalienischen Großstadt Mailand. Er wird von der Gesellschaft Ferrovienord betrieben und ist ein wichtiger Knotenpunkt für den Pendlerverkehr.
Der Bahnhof wurde 1879 auf die Bahnstrecke Milano–Saronno eröffnet; von dort zweigte die Strecke Milano–Erba, die später nach Asso verlängert wurde, ab.
1991 musste der Bahnhof wegen des Umbaus der Strecke nach Saronno von zwei auf vier Gleise völlig umgebaut werden. Über die Gleise wurde ein neues Empfangsgebäude gebaut, mit zwei Bahnhofsvorplätzen: Der südliche bietet eine bequeme Ost-West-Verbindung, die nördliche ist bis heute unbenutzt geblieben und wird nach städtebaulichen Plänen von einer zukünftigen Straßenbahnlinie befahren.
1997 kam auch der Passante ferroviario, eine städtische Durchgangsbahn, hinzu. Seither ist er auch vom Tiefbahnhof Porta Garibaldi aus zu erreichen.

## Verkehr
Der Bahnhof ist ein wichtiger Haltepunkt von zahlreichen Regionallinien, die von Trenord betrieben wurden. Sie wird von den Linien S1, S2, S3, S4 und S13 der S-Bahn Mailand sowie von Regionalzügen nach Asso, Como, Laveno und Novara sowie vom „Malpensa Express“ befahren. Es verkehren in Fahrtrichtung Mailand vor allem Züge zu den Bahnhöfen Milano Cadorna und Milano Porta Garibaldi, letztere dann weiter über die Passante bis Rogoredo.
| Linie | Verlauf |
| ----- | --- |
|       | Saronno – Saronno Sud – Caronno Pertusella – Cesate – Garbagnate Milanese – Garbagnate Parco delle Groane – Bollate Nord – Bollate Centro – Novate Milanese – Milano Nord Quarto Oggiaro – Milano Bovisa Politecnico – Milano Lancetti – Milano Porta Garibaldi – Milano Repubblica – Milano Porta Venezia – Milano Dateo – Milano Porta Vittoria – Milano Rogoredo – San Donato Milanese – Borgolombardo – San Giuliano Milanese – Melegnano – San Zenone al Lambro – Tavazzano – Lodi |
|       | Mariano Comense – Cabiate – Meda – Seveso – Cesano Maderno – Bovisio Masciago-Mombello – Varedo – Palazzolo Milanese – Paderno Dugnano – Cormano-Cusano Milanino – Milano Bruzzano – Milano Affori – Milano Bovisa Politecnico – Milano Lancetti – Milano Porta Garibaldi – Milano Repubblica – Milano Porta Venezia – Milano Dateo – Milano Porta Vittoria – Milano Rogoredo |
|       | Saronno – Saronno Sud – Caronno Pertusella – Cesate – Garbagnate Milanese – Garbagnate Parco delle Groane – Bollate Nord – Bollate Centro – Novate Milanese – Milano Nord Quarto Oggiaro – Milano Bovisa Politecnico – Milano Domodossola – Milano Cadorna |
|       | Camnago-Lentate – Seveso – Cesano Maderno – Bovisio Masciago-Mombello – Varedo – Palazzolo Milanese – Paderno Dugnano – Cormano-Cusano Milanino – Milano Bruzzano – Milano Affori – Milano Bovisa Politecnico – Milano Domodossola – Milano Cadorna |
|       | Milano Bovisa Politecnico – Milano Lancetti – Milano Porta Garibaldi – Milano Repubblica – Milano Porta Venezia – Milano Dateo – Milano Porta Vittoria – Milano Rogoredo – San Donato Milanese – Borgolombardo – San Giuliano Milanese – Melegnano |
|       | Milano Bovisa Politecnico – Milano Lancetti – Milano Porta Garibaldi – Milano Repubblica – Milano Porta Venezia – Milano Dateo – Milano Porta Vittoria – Milano Rogoredo – Locate Triulzi – Villamaggiore – Certosa di Pavia – Pavia |
| RE 1  | Laveno-Mombello Lago – Cittiglio – Gemonio – Cocquio-Trevisago – Gavirate – Barasso-Comerio – Morosolo-Casciago – Varese-Casbeno – Varese Nord – Malnate – Tradate – Saronno – Milano Bovisa Politecnico – Milano NordDomodossola – Milano Cadorna |
| RE 7  | Como Lago – Como Borghi – Como Camerlata – Grandate-Breccia – Lomazzo – Saronno – Milano Bovisa Politecnico – Milano Domodossola – Milano Cadorna |
| R 16  | Milano Cadorna – Milano Domodossola – Milano Bovisa Politecnico – Milano Affori – Cesano Maderno – Seveso – Meda – Cabiate – Mariano Comense – Carugo-Giussano – Arosio – Inverigo – Lambrugo-Lurago – Merone – Erba – Pontelambro-Castelmarte – Caslino d’Erba – Canzo – Canzo-Asso |
| R 17  | Milano Cadorna – Milano Domodossola – Milano Bovisa Politecnico – Saronno – Rovello Porro – Rovellasca-Manera – Lomazzo – Caslino al Piano – Cadorago – Fino-Mornasco – Portichetto-Luisago – Grandate-Breccia – Como Camerlata – Como Borghi – Como Lago |
| R 22  | Varese Nord – Malnate – Vedano Olona – Venegono Superiore-Castiglione – Venegono Inferiore – Tradate – Tradate Abbiate Guazzone – Locate Varesino-Carbonate – Mozzate – Cislago – Gerenzano-Turate – Saronno – Milano Bovisa Politecnico – Milano Domodossola – Milano Cadorna |
| R 27  | Milano Cadorna – Milano Domodossola – Milano Bovisa Politecnico – Saronno – Rescaldina – Castellanza – Busto Arsizio Nord – Vanzaghello-Magnago – Castano Primo – Turbigo – Ponte Ticino – Galliate – Novara Nord |
| R 28  | Malpensa Aeroporto – Ferno-Lonate Pozzolo – Busto Arsizio Nord – Castellanza – Rescaldina – Saronno – Milano Bovisa Politecnico – Milano Porta Garibaldi – Milano Centrale |

- MXP Malpensa Express